# Ankh 2 : Le Cœur d'Osiris
Pour les articles homonymes, voir Ankh.
Ankh 2 : Le Cœur d'Osiris (Ankh: Herz des Osiris) est un jeu vidéo d'aventure en pointer-et-cliquer développé par Deck13 Interactive et édité par Xider, sorti en 2006 sur Windows, Mac et Linux.